# Кичак Артем Іванович
Арте́м Іва́нович Кича́к (нар. 16 травня 1989, Вінниця) — український футболіст, воротар.

## Клубна кар'єра

### «Динамо» (Київ)
Вихованець вінницького футболу і школи «Динамо» (Київ). У Києві — з другої половини сезону 2002/03.
В професійних змаганнях дебютував 7 серпня 2006 року у грі «Динамо-3» — «Нафком» (1:2).
В сезоні 2007/08 грав одночасно за «Динамо-3» (Київ) та «Динамо-2» (Київ), після чого став виступити лише за другу команду. Одночасно з цим виступав за молодіжну команду «Динамо» (Київ).
У липні 2010 року був на оглядинах в запорізькому «Металурзі», але не підійшов команді.
В основному складі «Динамо» дебютував 27 жовтня 2010 року в матчі Кубка України ПФК «Севастополь» — «Динамо») (1:2). Після цього був у заявці на низку матчі Прем'єр-ліги, проте більше жодного разу у складі основної команди на поле не вийшов.
Під час зимової перерви сезону 2011/12 спочатку був на перегляді у ПФК «Олександрія», але не підійшов команді та відправився на збори з основною командою «Динамо», а після їх завершення був заявлений за основну команду під 74 номером.
10 травня 2012 року в матчі з «Таврією» дебютував за «Динамо» в чемпіонаті України, вийшовши на заміну після вилучення Максима Коваля в кінці першого тайму.

### «Волинь»
У липні 2013 року на правах вільного агента перейшов до луцької «Волині». Наприкінці червня 2016 року став гравцем батумського «Динамо», але зрештою наприкінці липня того ж року повернувся до «Волині». Загалом же виступав за лучан до літа 2017 року, поки команда не вилетіла до Першої ліги.

### «Олімпік»
21 липня 2017 року підписав контракт з донецьким «Олімпіком». Упродовж сезону 2017/2018 був дублером Заурі Махарадзе, провівши за донеччан усього 8 матчів в УПЛ.

### МТК
В червні 2018 року вперше в своїй кар'єрі покинув український чемпіонат та підписав контракт з одним із найтитулованіших клубів Угорщини — МТК (Будапешт). За півтора року в складі МТК зіграв в 25 матчах, пропустив 40 м'ячів. По завершенню чемпіонату команда Артема Кичака зайняв передостаннє місце в чемпіонаті і понизилася в класі.

### Повернення в «Олімпік»
9 січня 2020 року вдруге підписав контракт з донецьким «Олімпіком». На цей раз строком на півтора року. За цей час голкіпер провів 22 гри в рамках УПЛ.

### «Верес»
22 червня 2021 року підписав річну угоду із рівненським «Вересом», ставши четвертим голкіпером у складі рівнян.

## Збірна
Провів 22 матчі (пропустив 14 м'ячів) за юнацьку збірну України U-17 та 18 матчів за юнацьку збірну України U-19. У 2009 році викликався до лав молодіжної та національної збірної України, проте за жодну з них не зіграв.